# Iara
Iara es una comuna rumana, emplazada en el distrito de Cluj. Su población en el censo de 2002 era de 4727 habitantes.[cita requerida]
- Datos: Q12173845

1. ↑  Worldpostalcodes.org,código postal n.º 407315.